# Oleksandr Holowasch
Oleksandr Anatolijowytsch Holowasch (ukrainisch Олександр Анатолійович Головаш, englische Transkription Oleksandr Golovash; * 21. September 1991 in Sumy) ist ein ehemaliger ukrainischer Radrennfahrer.

## Werdegang
In der Saison 2012 wurde Holowasch im Alter von 21 Jahren ukrainischer U23-Meister sowohl im Straßenrennen als auch im Einzelzeitfahren, bei den UEC-Straßen-Europameisterschaften gewann er die Bronzemedaille im Einzelzeitfahren der U23. In der Saison 2014 verbesserte als Zweiter sein Ergebnis bei den Europameisterschaften.
Zur Saison 2014 wurde Holowasch Mitglied im UCI Continental Team Kolss Cycling Team und erzielte bei der Tour of Szeklerland seinen ersten Erfolg auf der UCI Europe Tour. Von 2014 bis 2019 erzielte er jedes Jahr mindestens einen Erfolg bei den UCI Continental Circuits. Bis 2018 folgten Wechsel zu anderen Continental Teams und nach einem Jahr Pause ging er 2020 für eine Saison zum Team Yunnan Lvshan Landscape. 2019 und 2021 fuhr er international vorrangig für die ukrainische Nationalmannschaft.
Seit der Saison 2022 wird er nicht mehr in den Ergebnislisten der UCI geführt.

## Erfolge
2012
- Europameisterschaften – Einzelzeitfahren (U23)
- Ukrainischer Meister – Straßenrennen (U23)
- Ukrainischer Meister – Einzelzeitfahren (U23)

2013
- Europameisterschaften – Einzelzeitfahren (U23)
- Ukrainischer Meister – Einzelzeitfahren (U23)

2014
- eine Etappe Tour of Szeklerland

2015
- eine Etappe Tour of Szeklerland
- Minsk Cup

2016
- eine Etappe Tour of Taihu Lake
- Mannschaftszeitfahren Tour of Ukraine

2017
- eine Etappe La Tropicale Amissa Bongo Ondimba

2018
- eine Etappe Tour International de la Wilaya d’Oran

2019
- eine Etappe Tour of Małopolska